# Arachnanthus bocki
Arachnanthus bocki är en korallart som beskrevs av Oscar Henrik Carlgren 1924. Arachnanthus bocki ingår i släktet Arachnanthus och familjen Arachnactidae. Inga underarter finns listade i Catalogue of Life.